# Modesto di Gerusalemme
Modesto di Gerusalemme (... – 634) è stato un monaco cristiano e patriarca bizantino, venerato come santo dalla Chiesa cattolica e dalle Chiese ortodosse.
È stato patriarca di Gerusalemme nella prima metà del VII secolo.

## Biografia e opere
Guidò la Chiesa di Gerusalemme pro tempore da quando il patriarca Zaccaria, a seguito della drammatica presa di Gerusalemme da parte dei Persiani, sotto Cosroe II nel 614, fu catturato e deportato. Divenne suo successore quando Zaccaria morì, nel 630. Quando infatti Cosroe II e il suo generale Romizanes conquistarono sia la Palestina che la Siria, Modesto ricopriva il ruolo di igumeno, ovvero di abate del noto monastero palestinese, fondato da san Teodosio. Quando i persiani nel maggio del 614 entrarono a Gerusalemme, il patriarca ortodosso Zaccaria venne deportato in Persia. Tuttavia, il successo militare ottenuto da Eraclio e la conseguente cacciata dei giudei da Gerusalemme, consentirono ai cristiani di avere libertà di culto e di ricostruire le chiese che erano state distrutte a seguito dell'occupazione del 614. La comunità cristiana aveva però bisogno di una guida spirituale e Modesto volle farsi carico di tale responsabilità. La sua azione illuminata per la riedificazione spirituale e materiale della comunità, gli valse la grande stima dell'Imperatore che lo nominò patriarca di Gerusalemme come successore di Zaccaria, ormai defunto.
Fozio di Costantinopoli attribuì a Modesto la paternità di tre note omelie mariane, ma questa attribuzione è oggi messa in discussione dagli studiosi. Fra le tre l'unica pubblicata integralmente è stata quella sulla Dormizione di Maria, in cui è possibile ravvisare l'eco delle rivendicazioni della Chiesa di Gerusalemme per il possesso della tomba della Vergine Maria. L'Omelia sulla Dormizione della Madre di Dio costituisce il primo discorso bizantino pervenuto fino a noi sulla festività del 15 agosto, ovvero dell'Assunzione. Si tratta inoltre del primo documento della teologia greca in cui viene affermato in modo esplicito il dogma mariano dell'Assunzione di Maria.

## Culto
San Modesto è venerato come santo sia dalle Chiese ortodosse che dalla Chiesa cattolica. Quest'ultima lo ricorda il 17 dicembre, come recita il Martirologio Romano: